# Lernkartei

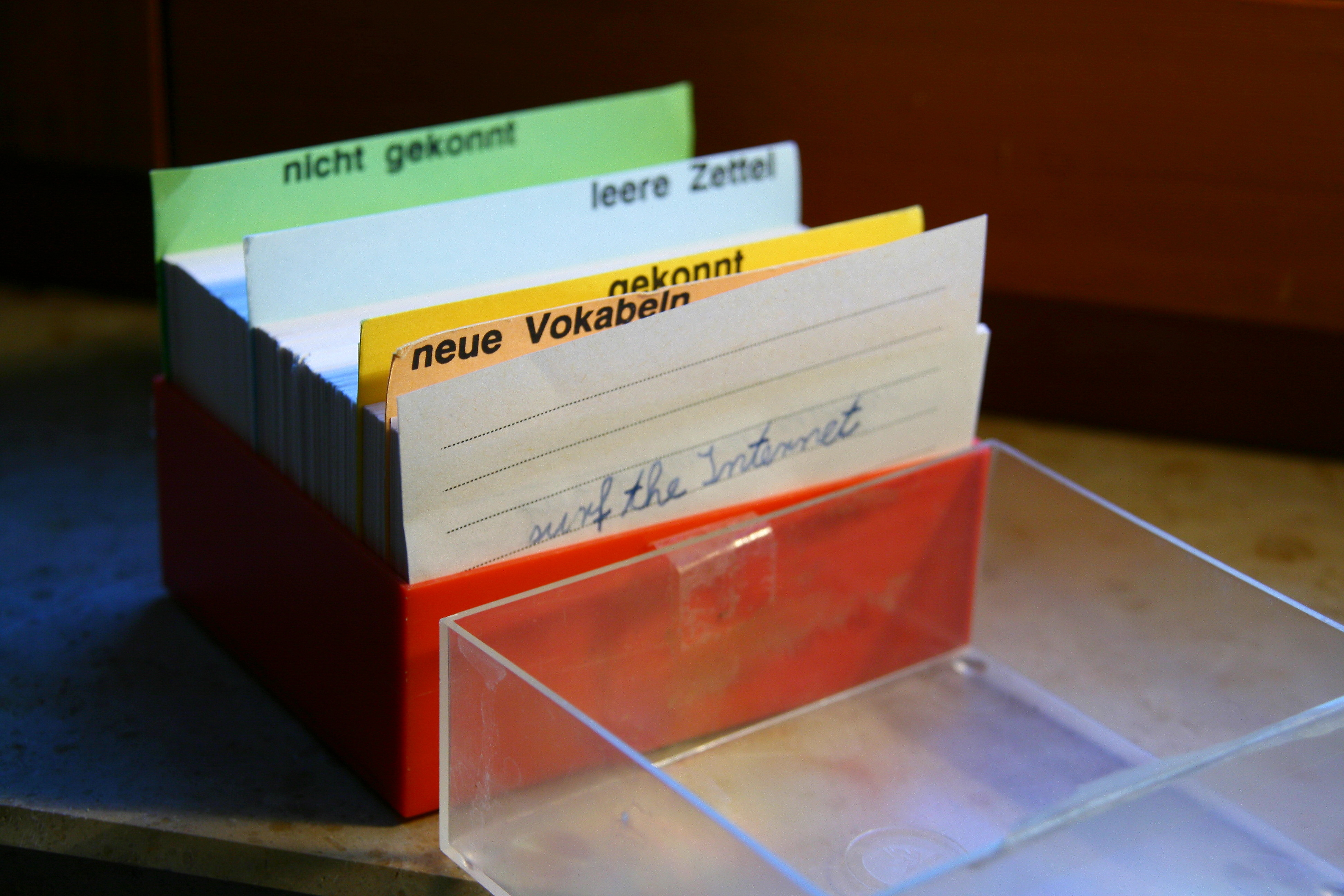
Vokabelbox mit farbigen Registerblättern in der klassischen Form

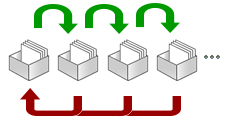
Wandern der Karten durch die Kästen

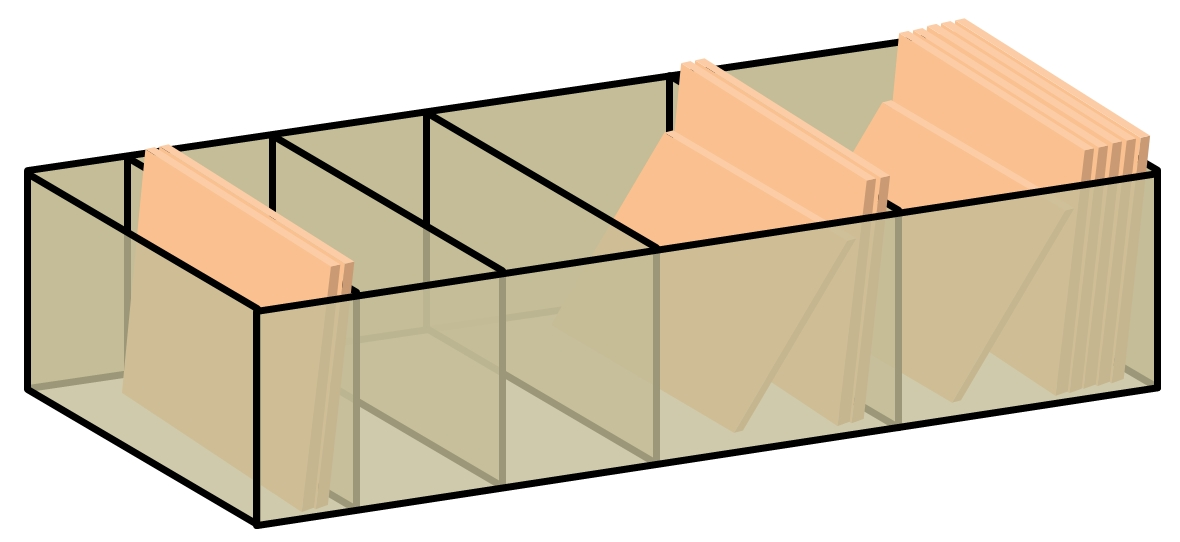
Schematische Darstellung eines Lernkarteikastens mit 5 Fächern

Hier die elektronische Form: Spezielle Übungsmodi sollen ein spielerisches Lernen ermöglichen: „Vokabel Memory“ von gnuVocabTrain

Die Lernkartei ist ein Hilfsmittel zum systematischen Lernen. Hierzu wird auf die Vorderseite einer Karte ein Stichwort (z. B. Vokabel, Datum etc.) geschrieben und auf die Rückseite die Lösung (der Fakt, der gelernt werden soll). Mit Hilfe mehrerer Fächer ist es möglich, genau die Fakten zu wiederholen, die noch nicht verinnerlicht wurden. Es gibt auch Lernkartei-Software.
Ein Beispiel: drei Fächer: 1, 2 und 3. Anfangs befinden sich alle Karten in Fach 1. Die Karten im Fach 1 werden täglich wiederholt, die Karten im Fach 2 jeden zweiten Tag und die Karten im Fach 3 jeden vierten. Für jeden Lernvorgang werden somit alle Karten aus Fach 1, die Hälfte der Karten aus Fach 2 und ein Viertel der Karten aus Fach 3 zufällig ausgewählt. Wird die Lösung einer Karteikarte bei erstmaliger Vorlage richtig erkannt, so wird diese hinten in das jeweils nächste Fach gesteckt. War die Lösung bei erster Vorlage nicht bekannt, so wandert sie nicht in das jeweils nächste, sondern wieder ganz nach vorne in Fach 1. Unabhängig von der Verschiebung in andere Fächer für den nächsten Lerndurchgang werden die ausgewählten Karten im aktuellen Lernvorgang so oft wiedervorgelegt, bis man sie beherrscht.
Dieses System entwickelte Sebastian Leitner, der es 1973 in seinem Schlüsselwerk Lernen lernen vorstellte (heutiger Titel: So lernt man lernen). Es basiert auf dem Spaced-repetition-Effekt, wonach Inhalte, die über einen längeren Zeitraum gelernt werden, besser im Gedächtnis hängen bleiben, als solche, die in einer kurzen Zeit intensiv wiederholt werden.

## Schema

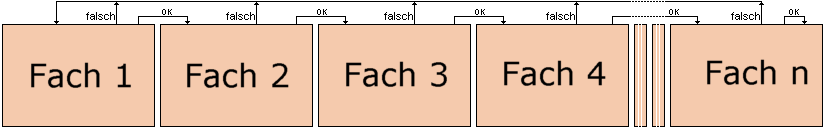
Schema einer Lernkartei

Im Vergleich zum obigen Beispiel zeigt das grundsätzliche Schema, dass man natürlich auch mehr als drei Fächer benutzen kann. Das Prinzip ist immer dasselbe: Die Karte mit der Antwort, die man bei erster Vorlage weiß, kommt ins nächste Fach. Alle anderen kommen ins allererste Fach zurück.
Der Abfrage-Algorithmus enthält somit folgende Schritte:
- Aus den Fächern werden für die aktuelle Abfrage zu lernende Karteikarten ausgewählt
- Jede ausgewählte Karteikarte hat zunächst den Status „noch nicht abgefragt“
- Die ausgewählten Karteikarten werden solange abgefragt, bis der Kandidat alle ausgewählten Karteikarten beherrscht. Je nach Abfrageergebnis ändert sich der Status der Karteikarte:
  - Karten die einmal in den Status „nicht gewusst“ gegangen sind
    - verbleiben in der Abfrage, bis der Kandidat die Antwort weiß
    - ändern ihren Status „nicht gewusst“ im Verlauf der weiteren Abfrage nicht mehr und gehen am Ende der Abfrage in das Fach 1

  - Karten im Status „noch nicht abgefragt“
    - gehen ins nächste Fach und werden aus der weiteren Abfrage entfernt, wenn der Kandidat die Antwort weiß
    - verbleiben in der Abfrage und erhalten den Status „nicht gewusst“, wenn der Kandidat die Antwort nicht weiß

Damit eine Karteikarte in das nächste Fach wandert, muss der Kandidat somit die Antwort bei erstmaliger Vorlage wissen. Damit die Fachzuordnung ihren Zweck erfüllt, sollte zwischen den Abfragen genügend Zeit (mindestens 8 Stunden) liegen.
Im Gegensatz zum oben dargestellten Bild ist es sinnvoll, die Fächer unterschiedlich lang zu machen. Das erste Fach ist sehr klein (20 bis 30 Karteikarten), das zweite Fach schon etwas größer, das dritte noch etwas größer als das zweite usw.

## Anwendungsgebiete
Außer Vokabeln kann man mit einer Lernkartei auch andere Inhalte lernen:
| Thema                                                   | Frage (Vorderseite)                                                                                           | Antwort (Rückseite) |
| ------------------------------------------------------- | --- | --- |
| Vokabeln                                                | Enzyklopädie                                                                                                  | encyclopedia (amerikanisch) / encyclopaedia (britisch)                                                                                            |
| Konkrete Daten                                          | Jahr der Habeas Corpus-Akte                                                                                   | 1679 |
| Formeln                                                 | Satz des Pythagoras                                                                                           | {\displaystyle a^{2}+b^{2}=c^{2}} |
| Führerschein-Regeln (Beispiel)                          | Welche besonderen Pflichten hat der Schiffsführer zu beachten?                                                | a. Vorschriften befolgen; b. Sicherheit der Crew gewährleisten                                                                                    |
| Kreuzworträtsel-Fragen                                  | Hamburger Volksschauspieler mit sechs Buchstaben, Nachname: _ L _ _ _ S                                       | Albers |
| Definitionen                                            | Definiere „Logistik“                                                                                          | Betriebswirtschaftliches Teilgebiet, welches sich mit dem Warenfluß (und den dazugehörigen Informationen) innerhalb des Unternehmens beschäftigt. |
| Gliederungen                                            | Gliedere „Logistik“                                                                                           | 1. Beschaffungslogistik, 2. Produktionslogistik, 3. Distributionslogistik                                                                         |
| Behauptungen – Single-Choice oder Richtig/Falsch-Fragen | Frankfurt am Main ist die Landeshauptstadt von Hessen                                                         | Falsch, richtig wäre die Stadt Wiesbaden. |
|                                                         | Welche gehören zu den deutschen Bundesländern? a. Hamburg; b. Lübeck; c. Saarland; d. Mecklenberg-Westpommern | a. und c. richtig, b. ist eine Stadt in Schleswig-Holstein, d. gibt es gar nicht (aber stattdessen Mecklenburg-Vorpommern)                        |
| Aufgaben-Karte                                          | Lies im Lehrbuch XY das Kapitel 4.                                                                            | (Rückseite unbeschriftet) |

In einem DIN-A6-Karteikartensystem kann auch eine einzelne, zusammengefaltete DIN-A4-Seite, deren Inhalt noch wiederholt werden muss, untergebracht werden.
| Karte  | Vorderseite                                                                           | Rückseite                                                               |
| ------ | ------------------------------------------------------------------------------------- | ----------------------------------------------------------------------- |
| 1.     | Beginn „Ritter Fips und sein anderes Ende“ von Heinz Erhardt?                         | Es stand an seines Schlosses Brüstung der Ritter Fips in voller Rüstung |
| 2.     | Es stand an seines Schlosses Brüstung der Ritter Fips in voller Rüstung               | Da hörte er von unten Krach und sprach zu sich: „Ich schau mal nach“    |
| 3.     | Da hörte er von unten Krach… (usw.)                                                   | …                                                                       |
| …      | …                                                                                     | …                                                                       |
| letzte | Und jetzt das gesamte Gedicht! „Ritter Fips und sein anderes Ende“ von Heinz Erhardt? | (z. B. ein zusammengefaltetes Blatt mit dem gesamten Gedicht-Text)      |

## Formate
Bei den letztgewählten Frage- und Antwortstellungen ist es sinnvoll, nicht allzu kleine Karteikarten zu wählen. Das Format DIN-A6 macht sich hier recht gut. Bei Vokabeln empfiehlt sich DIN A8 wegen der Kompatibilität mit den meisten industriell angebotenen Vokabeltrainern bzw. Vokabelboxen.

## Vorteile und Ambivalenzen der Methode
Vorteile der Methode bestehen darin, dass das langfristige Behalten besonders gefördert wird und der Nutzer auch ein gutes Gefühl dafür bekommt, wie hoch der eigene Wissensstand ist (besonders hilfreich bei Prüfungsängsten). Hierbei werden verstärkt diejenigen Karteikarten angefasst, die noch nicht gelernt wurden und somit Leerläufe vermieden (etwa im Vergleich zum klassischen Vokabelheft). Im praktischen Einsatz kann die Effizienz der Methode gesteigert werden, wenn mit mehreren Sinnen gelernt wird, d. h. nicht nur Vor- und Rückseite angesehen, sondern dabei auch die Vokabeln laut ausgesprochen werden.
Charakteristisch für diese Lernmethode ist, dass sie gewisse Ansprüche an die Arbeitsdisziplin des Lernenden stellt und einen gewissen Arbeitsaufwand erfordert, was im Widerspruch zum spielerischen Ansatz des Verfahrens zu stehen scheint. Es darf aber nicht vergessen werden, dass der verbleibende Arbeitsaufwand um ein Erhebliches geringer ist, als derjenige beim traditionellen Vokabellernen. Immer wieder scheint die Methode auf den ersten Blick die Erwartung zu wecken, es handele sich um den heißbegehrten Nürnberger Trichter, bei dem der Lernende in völliger Passivität verharrend auf großartige Lernerfolge hoffen darf.
Für den Lernenden ergeben sich hieraus gewisse Motivationsambivalenzen, die er überwinden muss, um erfolgreich zu sein:
- Es ist geboten, sie regelmäßig anzuwenden, um einen langfristigen Lernerfolg zu erzielen. Längere Pausen zwischen den Lerneinheiten machen die Erfolge der Kastenhierarchie zunichte. Erst wenn ein Kärtchen den letzten Kasten verlassen hat, kann es als „gelernt“ gelten. Die erforderliche Lerndisziplin ist daher vergleichbar mit der eines sportlichen Muskelaufbaus.
- Eine weitere Herausforderung stellt die Eigenanfertigung dar. Bereits durch das Erstellen der Vokabelkärtchen (oder die Eingabe in ein Vokabellernprogramm) findet eine Vorbereitung für den Lernvorgang statt, die als wichtiger Bestandteil der Methode gesehen werden kann. Verwendet man fertige Karten aus dem Handel, bzw. fertige Vokabeldateien, oder lässt man selbstgeschriebene Karten vor dem Lernbeginn zu lange liegen, verpufft dieser Aufwärm-Effekt ungenutzt. Natürlich gibt es aber im Handel Vokabelboxen und fertige Vokabelkärtchen für Sprachen käuflich zu erwerben, und auch für Grundlagen der Betriebswirtschaft gibt es entsprechende Angebote (Stand 22. Dezember 2013).[1]
- Schließlich müssen die Lern(Kartei-)karten sehr sorgfältig erstellt werden, denn Fehler werden sonst im Weiteren mit gelernt, falls sie nicht bemerkt werden (falls sie hingegen während des Lernens bemerkt werden, verstärken sie sogar den Lerneffekt!). Die Sorgfalt bei der Materialerstellung trägt jedoch auch positiv zur vorbereitenden „Aufwärmphase“ vor dem eigentlichen Lernen bei.

Im Vergleich zur Lernkartei als Software ergibt sich natürlich der Nachteil, dass mehrere Karteikästen Raum einnehmen, den Dateien nicht benötigen.

## Computer-Implementierung / Lernen mit mehreren Sinnen
Nach dem Prinzip „Lernen mit mehreren Sinnen“ ist die Quote des Behaltens höher, je mehr Sinne man beim Lernen einsetzt. Zum Beispiel steigert sich die Erfolgsrate deutlich, wenn man beim Lernen die Frage und Antwort der Kartei laut ausspricht (also z. B. durch Sehen, Reden und Hören schon in dreifacher Weise den Begriff verwendet). Eine Computer-Implementierung des Systems bietet hier deutlich mehr Möglichkeiten:
- fremdsprachige Vokabeln können automatisch immer wieder mit der Prüfung der Antwort vorgesprochen werden, um die Phonetik einzuprägen
- die Abfrage kann schriftlich erfolgen und prüft und übt dann auch die fremdsprachige Orthographie
- Wörter können mit Bildern (oder sogar Video-Sequenzen) in Verbindung gebracht werden
- schwer zu merkende Zusatzinformationen (wie z. B. das Genus von fremdsprachigen Vokabeln) können in der Antwort durch Farben oder Formen visualisiert werden
- Optionen zur Abfrage zusätzlicher Grammatikinformationen können je nach Wunsch und aktuellem Kenntnisstand des Nutzers variiert werden
- die Lernmotivation kann durch automatisiertes positives Feedback (Fanfare bei gewussten Vokabeln, unangenehmer Ton bei Fehler) verbessert werden und es kann so ein Ankereffekt erzeugt werden
- Rückmeldung über den Lernerfolg, automatisierte Motivationsbotschaften und der Vergleich mit anderen Nutzern sind möglich, um Ehrgeiz zu wecken und die Motivation aufrechtzuerhalten.
- Fertig aufbereitete Lerninhalte können vom Systemanbieter oder dem Lehrer für viele Schüler bereitgestellt werden oder unter diesen geteilt werden
- eine Vielzahl von Daten können ausgewertet werden (Anzahl der notwendigen Wiedervorlagen, genommener Weg der Lernkarten und insbesondere der Lernerfolg), um Muster zu erkennen, eventuell unterschiedliche Lerntypen zu identifizieren und auf dieser Basis die Wiedervorlagelogik zu optimieren.
- mit automatischer Spracherkennung kann perspektivisch auch die Aussprache abgefragt werden

Weiterhin sind bei einer Computer-Implementierung auch komplexere Abfrage-Algorithmen möglich. Jede Abfrage einer Lernkarte hat einen Abfragezeitpunkt und erzeugt ein Abfrageergebnis (0 = nicht gewusst oder 1 = gewusst). Die entsprechende binäre Zeitreihe kann abgespeichert werden und dazu verwendet werden, den optimalen Abfragealgorithmus nutzerspezifisch zu ermitteln. Hierzu können verschiedene mathematische Verfahren eingesetzt werden, z. B. Neuronale Netze. Auch die Abfrageintervalle der Karteikarten, die bei Leitner relativ willkürlich gesetzt werden, können wie in dem SM2-Algorithmus nach Wozniak (1998) optimiert werden.

## Vorteile der Lernkartei gegenüber elektronische Programmen
Wenn man die Karten eigenhändig schreibt, speichert das Gehirn die Vokabeln viel tiefer ab als lediglich durch das Tippen auf die Tasten. Durch die Motorik beim eigenhändigen Schreiben wird die Aufnahme im Gedächtnis erhöht und verstärkt. Außerdem verstärkt das eigenhändige Einsortieren der gewussten Vokabeln ins nächste Fach den Belohnungseffekt (erhöhte Ausschüttung von Dopamin). Zusätzlich zeigt der Vokabelkasten stets auf einen Blick den Stand der Wiederholungen und das Anwachsen der bereits geschafften Wörter, was dem Lernenden dann zusätzliche Motivation zum Weiterlernen verleiht.